# Saint-Alban-les-Eaux
Saint-Alban-les-Eaux is een gemeente in het Franse departement Loire (regio Auvergne-Rhône-Alpes). De plaats maakt deel uit van het arrondissement Roanne. Saint-Alban-les-Eaux telde op 1 januari 2022 909 inwoners.

## Geografie
De oppervlakte van Saint-Alban-les-Eaux bedroeg op 1 januari 2022 7,75 vierkante kilometer; de bevolkingsdichtheid was toen 117,3 inwoners per km².

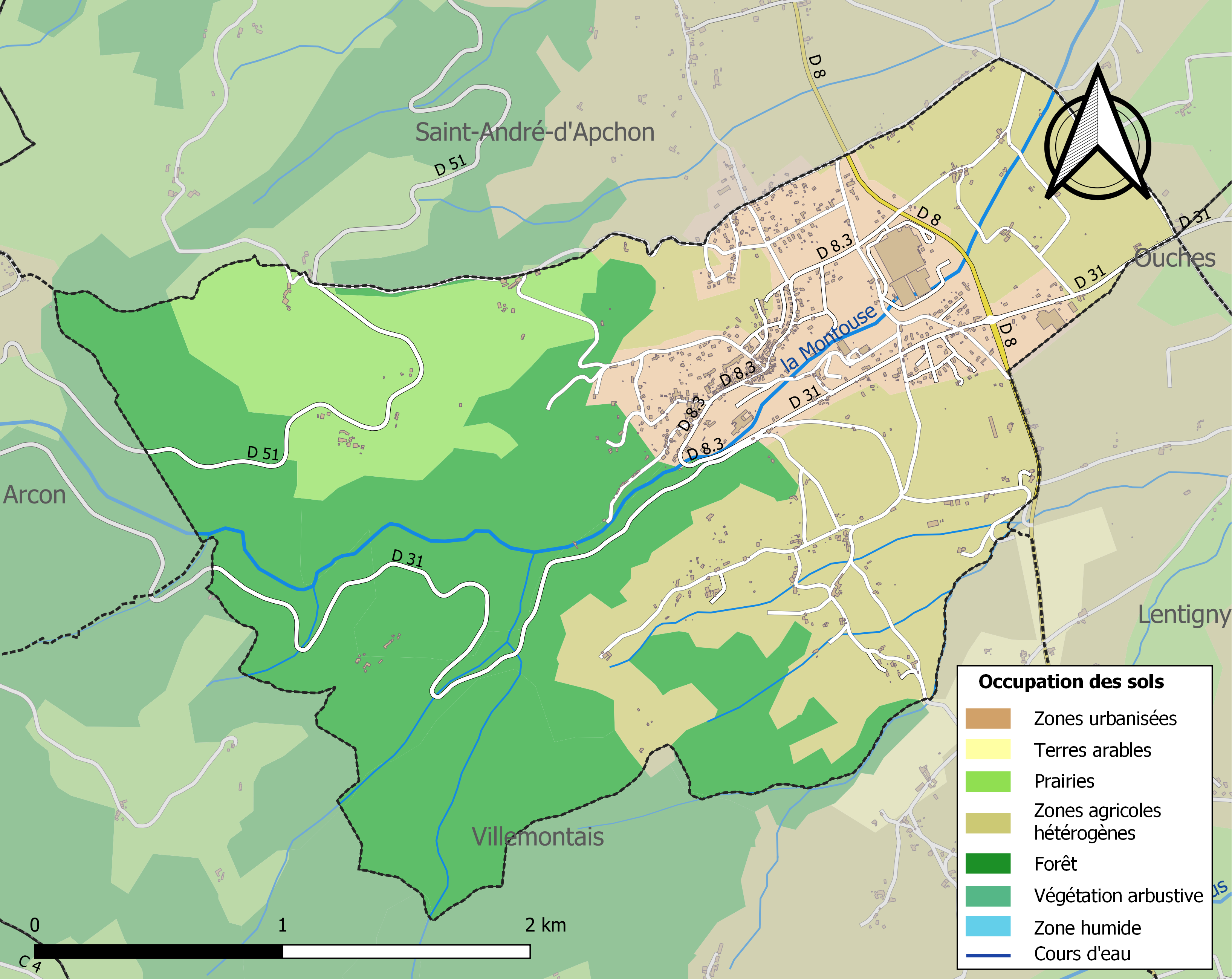
Kaart van de gemeente met de belangrijkste infrastructuur, bodemgebruik en omliggende gemeenten

## Demografie
Onderstaande figuur toont het verloop van het inwonertal (bron: INSEE-tellingen).